# James Williamson
James Robert Williamson (* 29. října 1949 Castroville, Texas, USA) je americký rockový kytarista a hudební skladatel. V letech 1970–1971, 1972–1974 a od roku 2009 dodnes je členem skupiny The Stooges. Podílel se také na sólových albech Iggy Popa.